# Tablice rejestracyjne w Gruzji

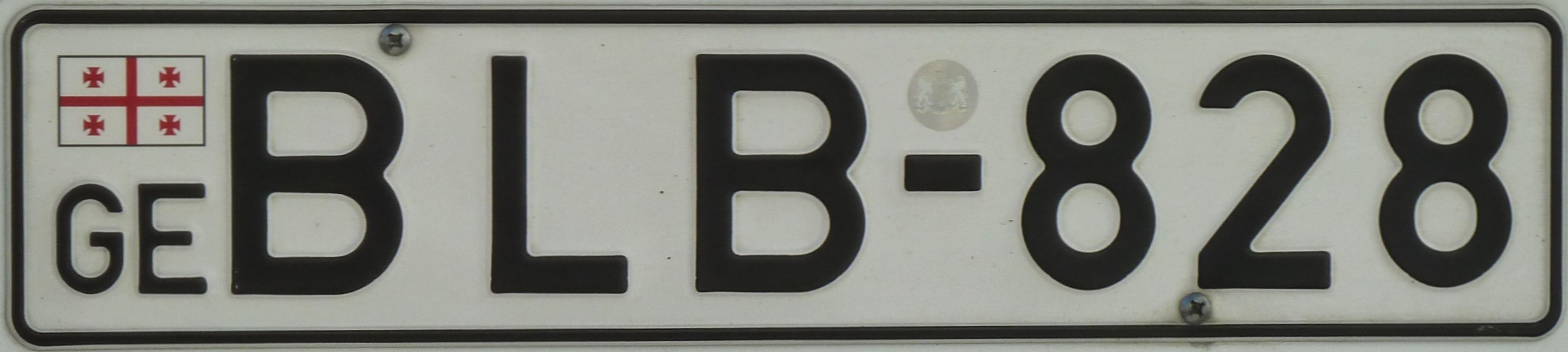
Tablica rejestracyjna w Gruzji

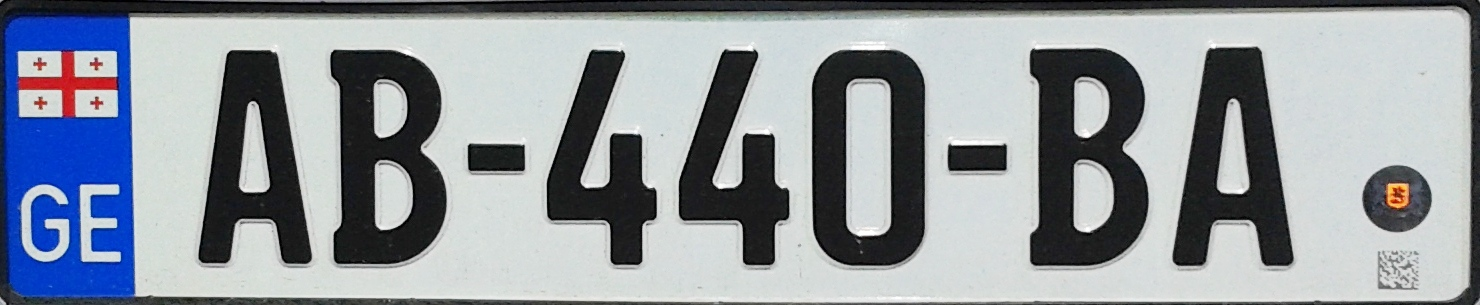
Przykład nowej tablicy w Euro stylu (od jesieni 2014)

Białe tło z czarnymi literami i cyframi. Po lewej stronie umieszczona na jest flaga Gruzji, poniżej kod -GEO. Pierwsza litera to wyróżnik miasta następne litery to kod samochodu oraz oddzielone od nich myślnikiem cyfry (LLL - CCC).
Kody miast:
- A - Tbilisi
- B - Adżaria
- C - Abchazja
- F - Zugdidi
- K - Kutaisi
- N - Achalciche
- R - Telawi
- S - Bolnisi

## Galeria

Gruzińskie tablice rejestracyjne
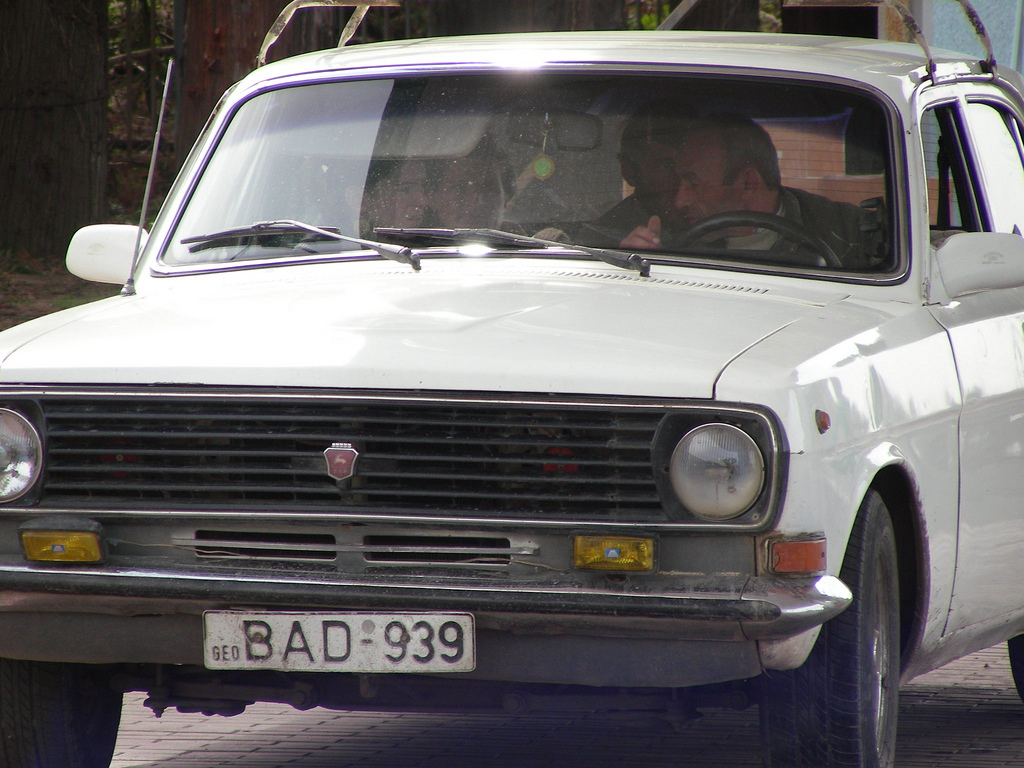
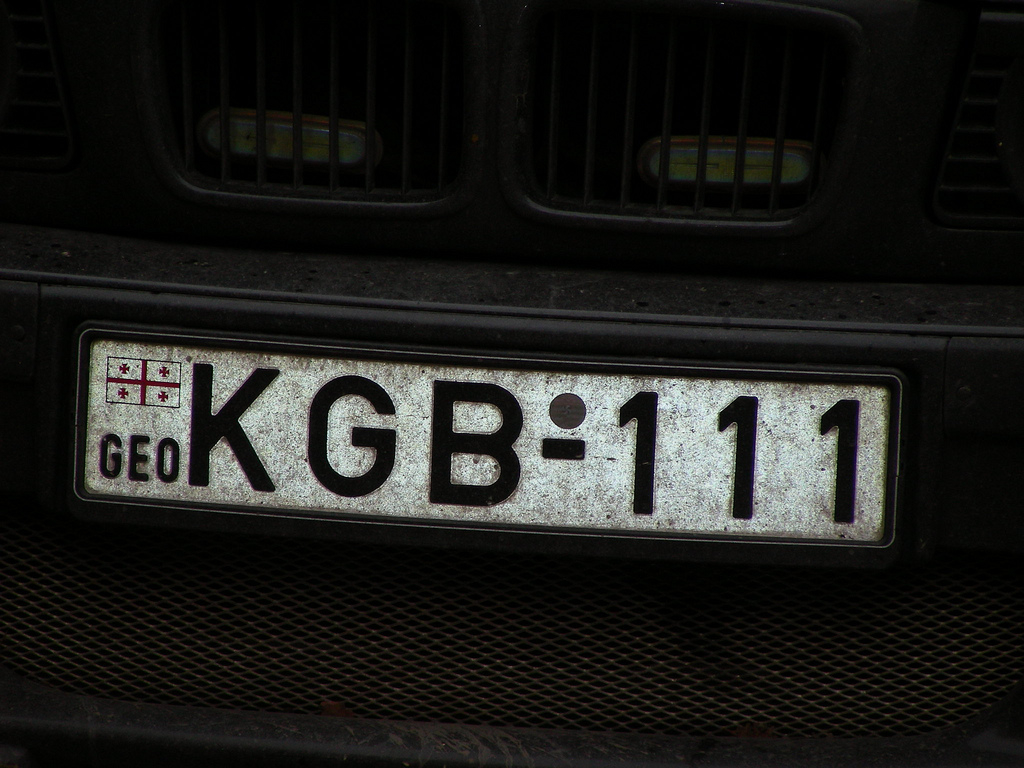
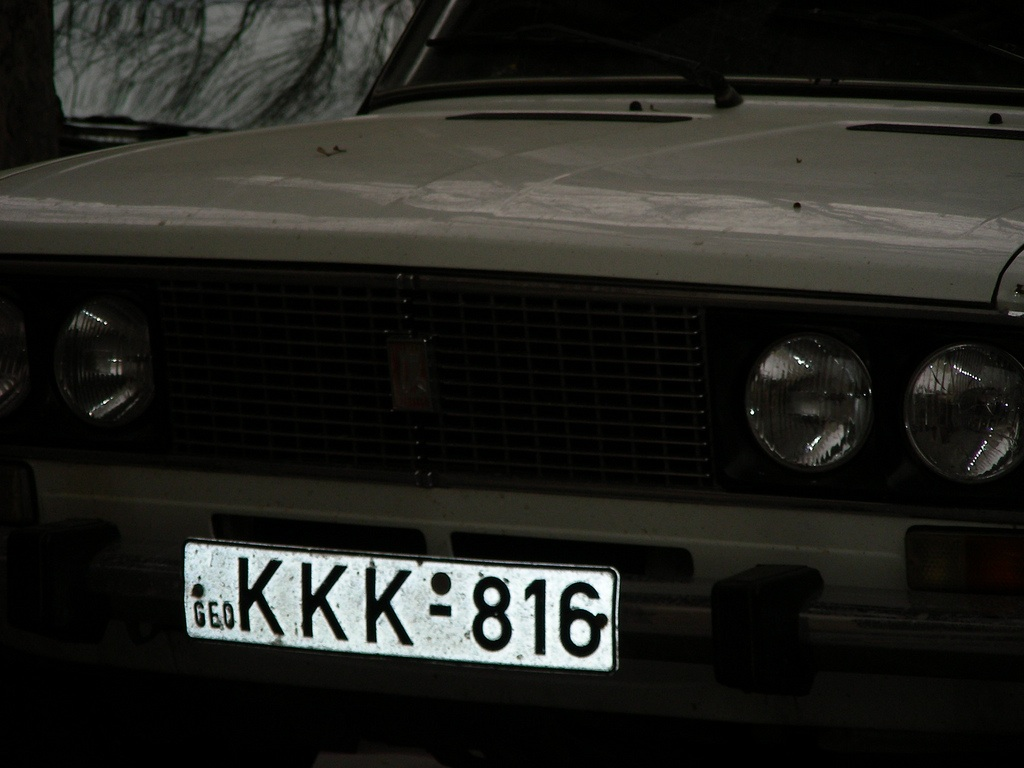
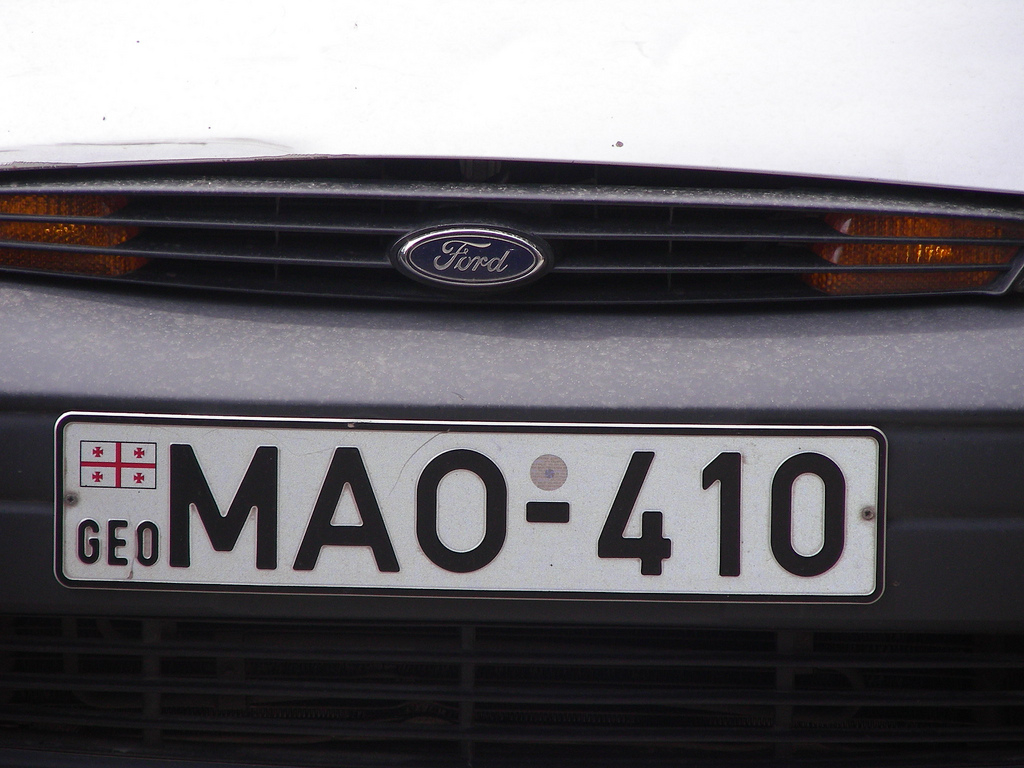
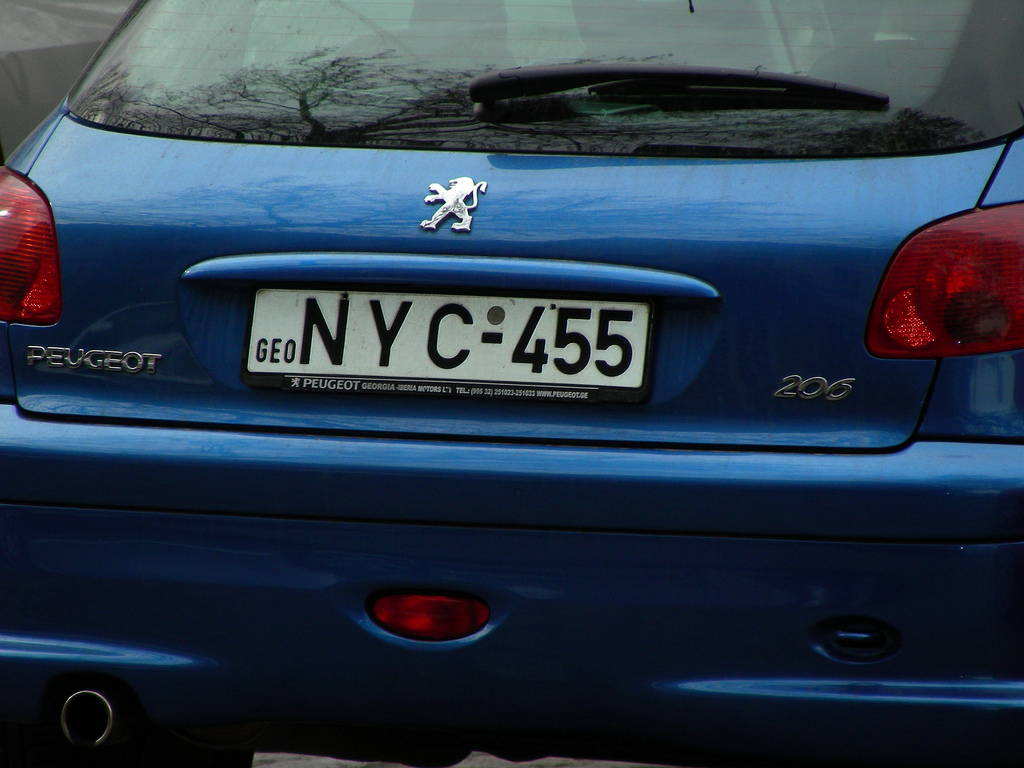
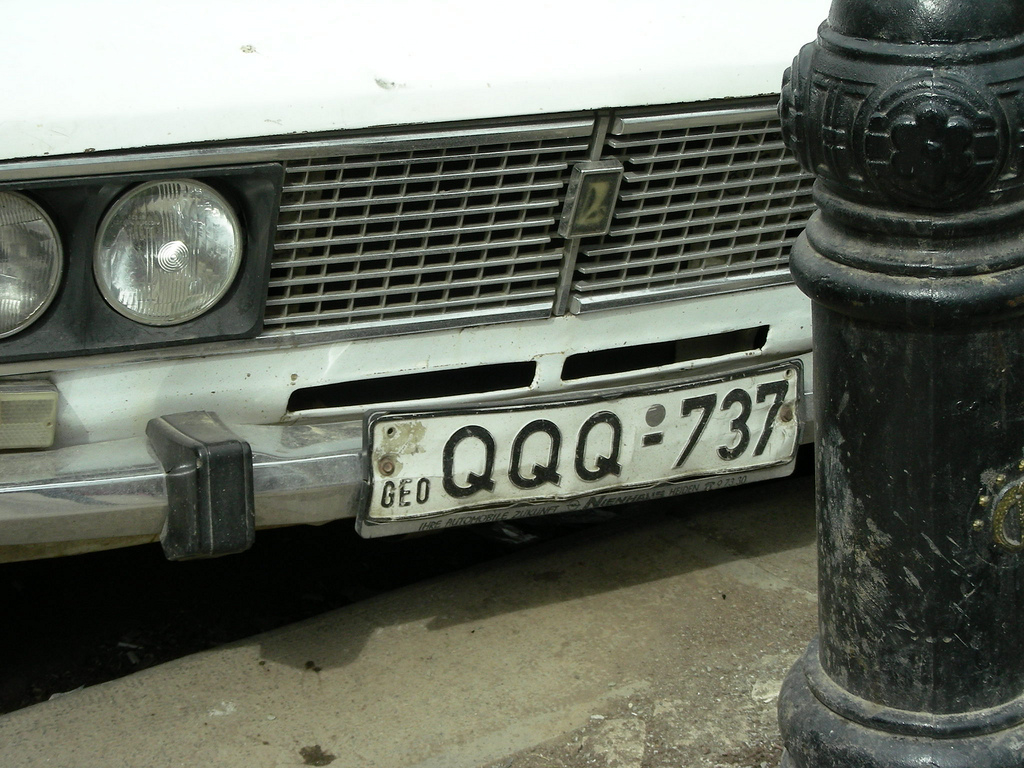
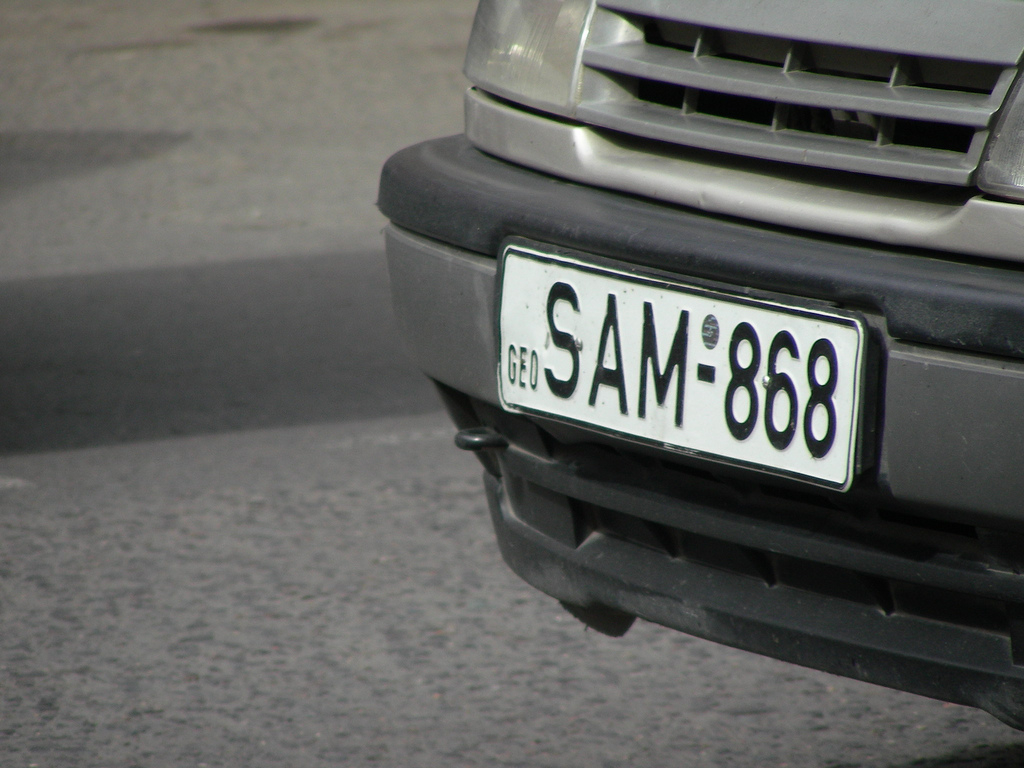
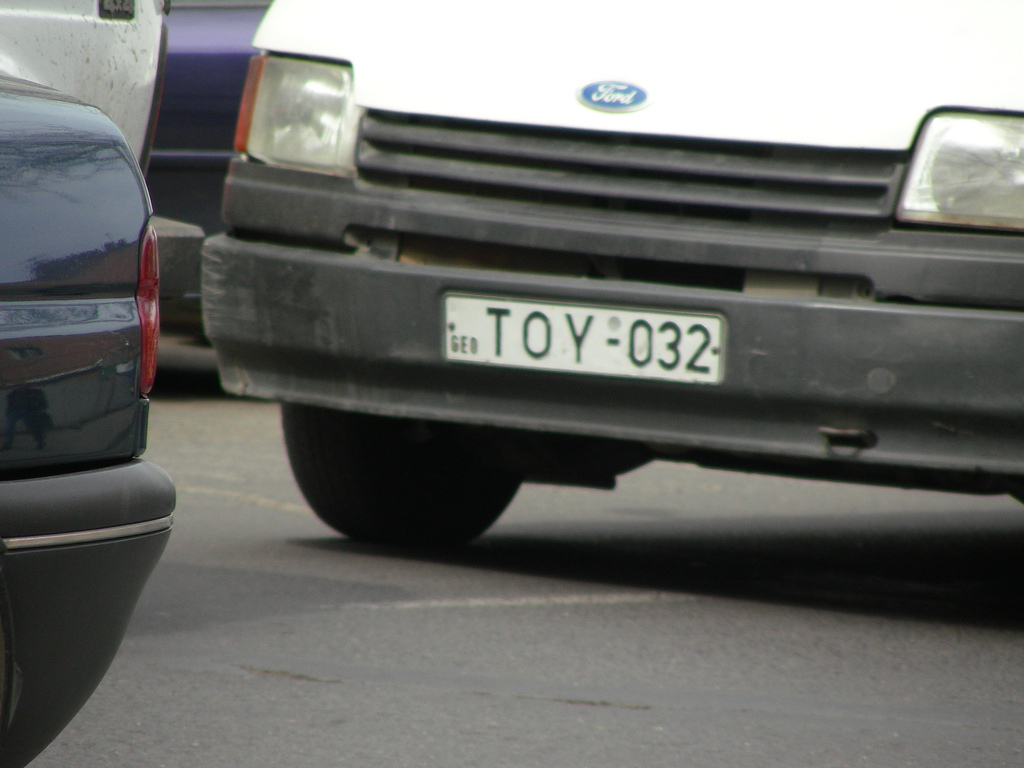
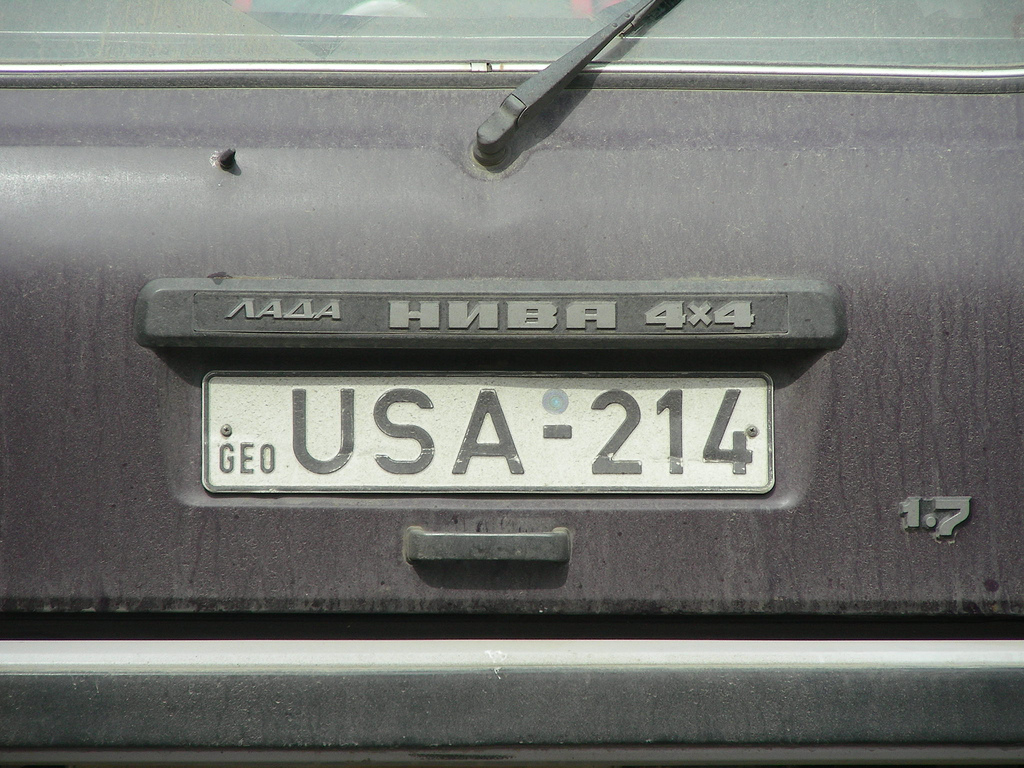
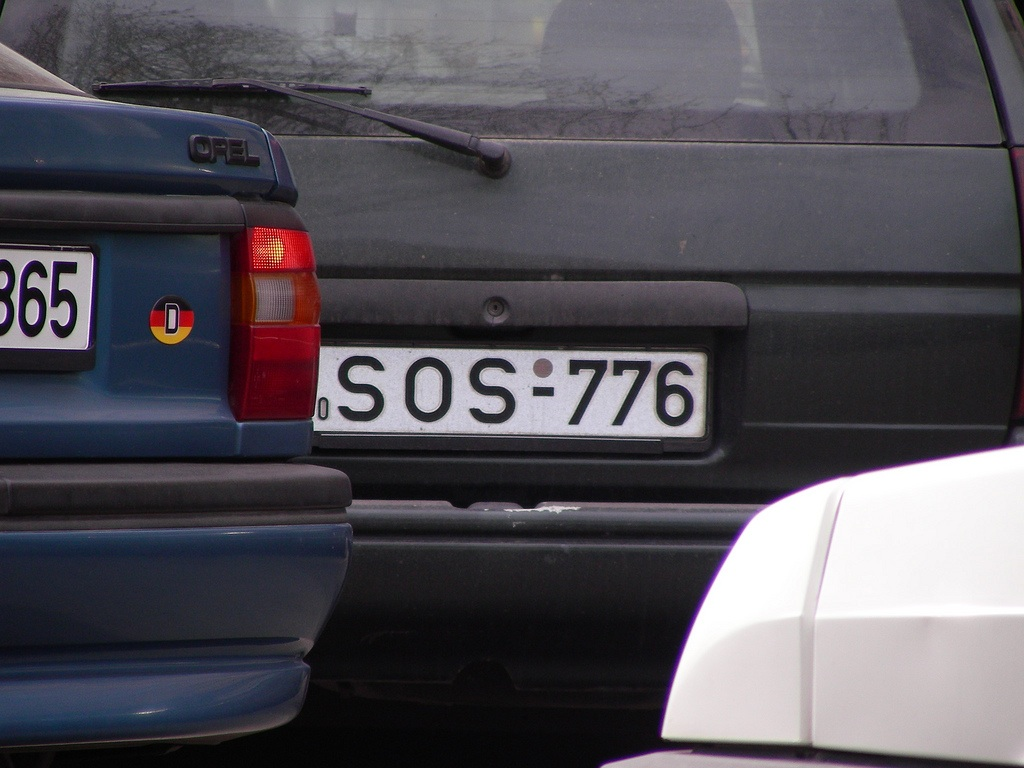